# Исхак ибн Али
Исхак ибн Али (год рождения неизвестен — казнён 1147) — пятый и последний эмир берберской династии альморавидов с 1146 года. Сын Али ибн Юсуфа, дядя предыдущего эмира Ибрахима ибн Ташфина. Скончался во время захвата Марракеша альмохадами в 1147 году.

## Молодость
Исхак пытался захватить власть при поддержке матери . Он также безуспешно пытался добиться, чтобы его отец Али ибн Юсуф назначил его своим наследником вместо брата Ташфина бен Али, но также безрезультатно .

## Правление
После гибели своего брата Ташфина при осаде Орана эмиром в середине апреля 1145 года был провозглашен его несовершеннолетний сын Ибрахим ибн Ташфин. Исхак интриговал, чтобы избавиться от своего племянника, и после двух месяцев правления ему удалось объявить эмира недееспособным и назначить себя его регентом.
В период с середины сентября по середину октября 1145 года халиф альмохадов Абд аль-Мумин покинул Тлемсен и начал свое возвращение в Марокко . Он без особых усилий захватил Уджду, а затем Герсиф, после чего направился в Фес. 26 апреля 1146 года аль-Мумин захватил Фес благодаря предательству одного из его жителей, который открыл ворота осаждающим. С помощью захваченных кораблей халиф завоевал Кадис; это был первый андалузский город, который попал в руки альмохадов. Мекнес, осажденный вскоре после начала осады соседнего Феса, пал вскоре после этого.
Армия альмохадов направился к Сале, который был захвачен 20 мая, в то время как Сеута открыла ворота без боя. Затем халиф направился к вражеской столице Марракешу, подчинив несколько племен по пути. Альмохады подступили к Марракашеу в середине июня 1146 года. Попытки альморавидов оттеснить противника от столицы оказались тщетными. Осада была долгой, и начался голод; осажденным пришлось поедать тела умерших, чтобы выжить. Штурм состоялся 24 марта 1147 года, в этот день силы альмохадов смогли подняться на стены и проникнуть в город. Многие члены королевской семьи сложили оружие. Исхак добился прощения халифа, но один из приближенных, который ненавидел его, схватил саблю и отсек эмиру голову. Столица альморавидов на несколько дней была отдана на разграбление захватчикам.